# Михаил Иванов (офицер)
Вижте пояснителната страница за други личности с името Михаил Иванов.
Михаил Иванов Иванов е български офицер, генерал-майор, участник в Сръбско-българската война (1885), командир на 12-и пехотен балкански полк (1899 – 1900) и 9-и пехотен пловдивски полк (1900 – 1904).

## Биография
Михаил Иванов е роден на 8 ноември 1860 г. в Копривщица, Османска империя. Постъпва във Военното на Негово Княжеско Височество училище и завършва във 2-ри випуск през 1880 г., като на 30 август е произведен в чин подпоручик. Служи в 6-и пехотен търновски полк. В периода (25 януари 1899 – 10 февруари 1900) командва 12-и пехотен балкански полк, след което до 1904 г. командва 9-и пехотен пловдивски полк. Уволнява се от служба същата година. На 6 май 1937 г. е произведен в чин генерал-майор. Умира на 23 май 1947 г. в дома си във Варна.

## Военни звания
- Подпоручик (30 август 1880)
- Поручик (30 август 1883)
- Капитан (24 март 1886)
- Майор (1889)
- Подполковник (1893)
- Полковник (15 септември 1900)
- Генерал-майор (6 май 1937)